# 27-ма паралель південної широти
27-ма паралель південної широти — лінія широти, що лежить на 27 градусів південніше земної екваторіальної площини. Вона проходить через Атлантичний океан, Африку, Індійський океан, Австралазію, Тихий океан та Південну Америку. 
На цій широті під час літнього сонцестояння сонце видно 13 годин 52 хвилини, а під час зимового сонцестояння — 10 годин 24 хвилини.

## Список географічних об'єктів, що перетинає 27° пд. ш.
Починаючи з Гринвіцького меридіану та рухаючись на схід, 27-ма паралель південної широти проходить через:
| Координати                                                   | Країна, територія або море | Примітки                                                                                               |
| ------------------------------------------------------------ | -------------------------- | --- |
| 27°0′ пд. ш. 0°0′ сх. д. / 27.000° пд. ш. 0.000° сх. д.      | Атлантичний океан          | |
| 27°0′ пд. ш. 15°14′ сх. д. / 27.000° пд. ш. 15.233° сх. д.   | Намібія                    | |
| 27°0′ пд. ш. 20°0′ сх. д. / 27.000° пд. ш. 20.000° сх. д.    | ПАР                        | Північнокапська провінція Північно-Західна провінція Фрі-Стейт Мпумаланга                              |
| 27°0′ пд. ш. 30°58′ сх. д. / 27.000° пд. ш. 30.967° сх. д.   | Есватіні                   | |
| 27°0′ пд. ш. 31°59′ сх. д. / 27.000° пд. ш. 31.983° сх. д.   | ПАР                        | Квазулу-Наталь                                                                                         |
| 27°0′ пд. ш. 32°52′ сх. д. / 27.000° пд. ш. 32.867° сх. д.   | Індійський океан           | |
| 27°0′ пд. ш. 113°49′ сх. д. / 27.000° пд. ш. 113.817° сх. д. | Австралія                  | Західна Австралія Південна Австралія Квінсленд — проходить через материк і острів Брайбі[en]           |
| 27°0′ пд. ш. 153°10′ сх. д. / 27.000° пд. ш. 153.167° сх. д. | Тихий океан                | Проходить північніше острова Мортон[en], Квінсленд, Австралія Проходить північніше острова Пасхи, Чилі |
| 27°0′ пд. ш. 70°47′ зх. д. / 27.000° пд. ш. 70.783° зх. д.   | Чилі                       | Атакама                                                                                                |
| 27°0′ пд. ш. 68°18′ зх. д. / 27.000° пд. ш. 68.300° зх. д.   | Аргентина                  | Проходить поблизу міст Ресістенсія, Корріентес і Посадас                                               |
| 27°0′ пд. ш. 58°30′ зх. д. / 27.000° пд. ш. 58.500° зх. д.   | Парагвай                   | |
| 27°0′ пд. ш. 55°25′ зх. д. / 27.000° пд. ш. 55.417° зх. д.   | Аргентина                  | |
| 27°0′ пд. ш. 53°44′ зх. д. / 27.000° пд. ш. 53.733° зх. д.   | Бразилія                   | Санта-Катарина                                                                                         |
| 27°0′ пд. ш. 48°35′ зх. д. / 27.000° пд. ш. 48.583° зх. д.   | Атлантичний океан          | |